# La història més bella del món
La història més bella del món (La Plus Belle Histoire du Monde) és un llibre de divulgació científica de Hubert Reeves, Joël de Rosnay, Yves Coppens i Dominique Simonet.
Fou publicat el 1996 per l'editorial Seuil i el mateix any, es convertí en un bestseller, vengué més de 300 000 còpies a França i s'ha traduït a més de 25 llengües, entre elles el català.
En ell, el periodista Dominique Simonet explica en tres actes la història de la humanitat i ho fa mitjançant una entrevista a un màxim especialista en la seva matèria. Concretament, en el primer acte entrevista l'astrofísic Hubert Reeves per parlar de l'origen de l'univers. En el segon, el biòleg Joël de Rosnay sobre l'origen de la vida. I en el tercer, l'antropòleg Yves Coppens sobre l'origen de l'home.